# Campeonato de Oceanía de Judo de 2016
El XXIX Campeonato de Oceanía de Judo se celebró en Canberra (Australia) el 8 de abril de 2016 bajo la organización de la Unión de Judo de Oceanía.
En total se disputaron trece pruebas diferentes, siete masculinas y seis femeninas.

## Resultados

### Masculino
| Evento  | Oro                        | Plata                            | Bronce                                                          |
| ------- | -------------------------- | -------------------------------- | --------------------------------------------------------------- |
| –60 kg  | Joshua Katz Australia      | Yvan Shan Polinesia Francesa     | —                                                               |
| –66 kg  | Nathan Katz Australia      | David Mai Nueva Caledonia        | Jason Appavou Nueva Caledonia Cedric Delanne Polinesia Francesa |
| –73 kg  | Jake Bensted Australia     | Gaston Lafon Polinesia Francesa  | Flavien Dekoninck Nueva Caledonia Adrian Leat Nueva Zelanda     |
| –81 kg  | Eoin Coughlan Australia    | Josateki Naulu Fiyi              | Ivica Pavlinic Nueva Zelanda                                    |
| –90 kg  | Sebastian Temesi Australia | Diego Barreto Australia          | Tim Brew Nueva Zelanda Ovini Uera Nauru                         |
| –100 kg | Duke Didier Australia      | Jason Koster Nueva Zelanda       | —                                                               |
| +100 kg | Nicolas Berard Australia   | Jérémy Picard Polinesia Francesa | Jake Andrewartha Australia                                      |

### Femenino
| Evento | Oro                             | Plata                           | Bronce |
| ------ | ------------------------------- | ------------------------------- | ------ |
| –48 kg | Chloe Rayner Australia          | Emma Rouse Nueva Zelanda        | —      |
| –52 kg | Justine Bishop Nueva Zelanda    | Hannah Trotter Australia        | —      |
| –57 kg | Darcina Manuel Nueva Zelanda    | Emeline Kaddour Nueva Caledonia | —      |
| –63 kg | Katharina Haecker Australia     | Maeve Coughlan Australia        | —      |
| –70 kg | Moira de Villiers Nueva Zelanda | Aoife Coughlan Australia        | —      |
| –78 kg | Miranda Giambelli Australia     | Melanie Wallis Australia        | —      |

## Medallero
| Núm. | País               | Oro | Plata | Bronce | Total |
| ---- | ------------------ | --- | ----- | ------ | ----- |
| 1    | Australia          | 10  | 5     | 1      | 16    |
| 2    | Nueva Zelanda      | 3   | 2     | 3      | 8     |
| 3    | Polinesia Francesa | 0   | 3     | 1      | 4     |
| 4    | Nueva Caledonia    | 0   | 2     | 2      | 4     |
| 5    | Fiyi               | 0   | 1     | 0      | 1     |
| 6    | Nauru              | 0   | 0     | 1      | 1     |
|      | TOTAL              | 13  | 13    | 8      | 34    |